# Font de Can Gurri
La font de Can Gurri de Santa Maria de Martorelles és una font natural situada al capdamunt de la vall de Can Girona del Parc de la Serralada Litoral. Malgrat que aquest és el nom com se la coneix actualment, és possible que aquest no sigui el seu nom original.

## Entorn
En l'esplanada on es troba hi havia els horts i la masia de Can Gurri, avui completament en runes i tapada per la bardissa. La font i la masia s'esmenten ja en un plànol de mossèn Joan Antoni Casassayes del 1737. La font s'utilitzava per al consum de la casa, els horts i per a més d'una vintena de carboners que treballaven al bosc. En funció de la qualitat de l'aigua, la fauna del petit toll que s'hi forma varia: si l'aigua té poc oxigen i és tèrbola, hi predominen larves de libèl·lules i escarabats aquàtics; en canvi, si l'aigua està oxigenada i neta, hi abunden larves de salamandra.

## Descripció
És una font que gairebé sempre raja (o, com a mínim, goteja), deprimida, situada en un clot excavat sobre l'esplanada d'un metre aproximat de fondària (hi ha sis esglaons que baixen fins a la font mateixa i envoltada d'un espectacle vegetal riquíssim, amb gran abundància d'heures que s'enfilen pels troncs. Eren de destacar tres magnífics àlbers centenaris que hi havia a l'indret, dels que dos foren abatuts durant les ventades de principis del 2009 però hi en queda l'Àlber de la Font de Can Gurri.
La font és d'obra, amb un remat de maó, i els murs són de pedra granítica ben escairada, inicialment arrebossats de morter. La petita pica on cau el raig d'aigua des del broc de ferro és de pedra picada, després l'aigua es filtra cap al sòl. La font presenta dues lloses amb inscripcions.

### Història
La font apareix documentada com a Font d'en Gurri ja al 1750, associada a la masia del mateix nom i actualment desapareguda. La font presenta una inscripció, possiblement corresponent a una dita popular, on es llegeix "Desde [sic] temps […] Qui ha pretes [sic] canviar […] Segur hal [sic] ser informa [...]". Al costat del broc hi ha una inscripció gravada, parcialment esborrada, on s'hi llegeix "Fon [sic] del F[…] Cod[...]bos 1794". Aquesta inscripció indicaria el nom original de la font, possiblement "Font del Ferro", que va acabar prenent el nom de la masia de referència quan aquesta va entrar en decadència. De fet, relativament a prop hi ha una font més modesta, la fonteta de Can Gurri, que molt possiblement era la que abastia la casa.

## Curiositats
Hom diu que, al voltant del 1932, l'habitant de la masia (de nom Ramon) vivia sol i va acollir una parella sense feina. Un dia en Ramon va vendre un porc i els diners de la venda van temptar el mosso. El mosso va matar en Ramon i el va enterrar a l'hort. Passat un temps, un dia que anava begut va maltractar la seua companya i aquesta, en venjança, va denunciar els fets. Diuen que va ser fàcil trobar el cos d'en Ramon, ja que les hortalisses d'aquella part de l'hort havien crescut molt més ufanes que la resta. També n'hi ha una altra versió, la qual diu que el motiu de l'homicidi va ésser un embolic de faldilles.

## Accés
És ubicada a Santa Maria de Martorelles: cal prendre la pista que surt de Santa Maria de Martorelles, passa per can Girona, la font de la Mercè i s'enfila cap a la carena. En un revolt on la pista deixa de ser plana i comença a pujar cap a la carena, surt a la dreta un camí ben marcat, en direcció sud, que duu a la font.